# Falmouth (Massachusetts)
Falmouth es un pueblo ubicado en el condado de Barnstable en el estado estadounidense de Massachusetts. En el Censo de 2010 tenía una población de 31.531 habitantes y una densidad poblacional de 223,65 personas por km².

## Geografía
Falmouth se encuentra ubicado en las coordenadas 41°35′41″N 70°35′56″O / 41.59472, -70.59889. Según la Oficina del Censo de los Estados Unidos, Falmouth tiene una superficie total de 140.98 km², de la cual 114.14 km² corresponden a tierra firme y (19.04%) 26.84 km² es agua.

## Demografía
Según el censo de 2010, había 31.531 personas residiendo en Falmouth. La densidad de población era de 223,65 hab./km². De los 31.531 habitantes, Falmouth estaba compuesto por el 91.91% blancos, el 1.88% eran afroamericanos, el 0.58% eran amerindios, el 1.3% eran asiáticos, el 0.04% eran isleños del Pacífico, el 1.57% eran de otras razas y el 2.72% pertenecían a dos o más razas. Del total de la población el 1.79% eran hispanos o latinos de cualquier raza.